# Matthew Bates
Matthew Bates est un joueur de football anglais né le 10 décembre 1986. Il évolue traditionnellement au poste de défenseur.

## Carrière
- 2000-2012 :  Middlesbrough FC
  - Mars 2005 - juin 2005 :  Darlington FC (prêt)
  - Novembre 2006 - décembre 2006 :  Ipswich (prêt)
  - Février 2008 :  Norwich (prêt)
- Novembre 2012 - mai 2013 :  Bristol City[1]
  - Octobre 2013 - juin 2014 :  Bradford City
  - Juin 2014 - juin 2018 :  Hartlepool United

## Distinction personnelle
- Élu meilleur joueur de Championship
  - septembre 2011[2].